# Gile (Bartoszyce)
Gile (deutsch Hilff) ist ein Ort in der polnischen Woiwodschaft Ermland-Masuren. Er gehört zur Gmina Bartoszyce (Landgemeinde Bartenstein) im Powiat Bartoszycki (Kreis Bartenstein).

## Geographische Lage
Gile liegt in der nördlichen Mitte der Woiwodschaft Ermland-Masuren, 26 Kilometer südlich der früheren und heute auf russischem Staatsgebiet gelegenen Kreisstadt Friedland (russisch Prawdinsk) bzw. fünf Kilometer südöstlich der heutigen Kreismetropole Bartoszyce (deutsch Bartenstein).
Das seinerzeitige Hilf (vor 1898 auch schon Hilff) wurde 1805 als Vorwerk vom Gut Kinkeim (polnisch Kinkajmy) gegründet. Anfang des 19. Jahrhunderts war es im Besitz der Familie Kowalski, Ende des 19. Jahrhunderts im Besitz der Familie Zerbe.
Am 30. Juni 1874 wurde das Vorwerk Hilf aus dem Gutsbezirk Kinkeim herausgebildet und als Gutsbezirk verselbständigt, gleichzeitig wurde es in den Amtsbezirk Kinkeim im ostpreußischen Kreis Friedland (er wurde 1927 in „Kreis Bartenstein“ umbenannt) eingegliedert. Im Jahre 1889 umfasste das Gut Hilff eine Fläche von 212 Hektar. Im Jahre 1916 entstand das bis heute in mittelmäßiger Verfassung erhaltene Gutshaus, und auf dem dreigeschossigen Aussichtsturm befindet sich wie ehedem ein Storchennest. Im Jahre 1910 zählte das Gut Hilff 55 Einwohner. Im 20. Jahrhundert war Familie Beier Eigentümer des Gutes.
Am 30. September 1928 gab Hilff seine Eigenständigkeit auf und schloss sich mit dem Gutsbezirk Kinkeim zur neuen Landgemeinde Kinkeim zusammen.
In Kriegsfolge wurde 1945 das gesamte südliche Ostpreußen an Polen abgetreten. Hilff bekam die polnische Namensform „Gile“ und ist heute Teil der Landgemeinde Bartoszyce (Bartenstein) im Powiat Bartoszycki (Kreis Bartenstein (Ostpr.)), von 1975 bis 1998 der Woiwodschaft Olsztyn, seither der Woiwodschaft Ermland-Masuren zugehörig. Im Jahre 2021 zählte Gile 25 Einwohner.

## Religion

### Christentum
Bis 1945 war Hilff in die evangelische Stadtkirche Bartenstein (polnisch Bartoszyce) in der Kirchenprovinz Ostpreußen der Kirche der Altpreußischen Union, außerdem in die römisch-katholische Kirche St. Bruno der Kreisstadt im damaligen Bistum Ermland eingepfarrt.
Heute besteht für Gile katholischerseits der Bezug zur Stadt Bartoszyce – jetzt im Erzbistum Ermland gelegen – weiterhin. Evangelischerseits besteht dieser Bezug auch, allerdings ist Bartoszyce jetzt eine Filialgemeinde der Johanneskirche in Kętrzyn (Rastenburg) in der Diözese Masuren der Evangelisch-Augsburgischen Kirche in Polen.

## Verkehr
Gile liegt wenige hundert Meter nördlich der verkehrsreichen polnischen Woiwodschaftsstraße 592 (frühere deutsche Reichsstraße 135), die die drei Kreisstädte Bartoszyce (Bartenstein), Kętrzyn (Rastenburg) und Giżycko (Lötzen) verbindet. Der Abzweig nach Gile liegt zwischen den Orten Wawrzyny (Laurienen) und Kinkajmy (Kinkeim).
Ein Bahnanschluss existiert nicht mehr, seit der Teilabschnitt Głomno (Glommen)–Korsze (Korschen) der Bahnstrecke Głomno–Białystok mit der nächstgelegenen Bahnstation Wiatrowiec (Wöterkeim) im Jahre 2002 geschlossen wurde.